# Proyecto WIDE
El Proyecto WIDE (Ambiente integrado distribuido ampliamente del inglés Widely Integrated Distributed Environment) fue fundado en 1985 como un proyecto de Internet en Japón. Operan una parte importante del backbone de Internet en Japón y antes eran responsables por el gTLD .jp. WIDE apunta a integar la academia y la industria en un único y especial grupo que sea capaz de superar límites entre organizaciones como una fuerza autónoma que utiliza nuevas tecnologías para mejorar la sociedad. Esta misión ha progresado con las acciones del proyecto por más de dos décadas y continuará siendo una piedra angular de dichas actividades. El presidente es Jun Murai.
WIDE opera el servidor raíz M desde 1997. Ha sido uno de los proponentes fundamentales en la investigación, desarrollo y despliegue de IPv6 en Japón.
El proyecto WIDE condujo un estudio sobre la inestabilidad del encaminamiento Intra-domain el cual fue presentado en el Routing Workgroup de la reunión RIPE-49 en 2004.